# 631 (szám)
A 631 (római számmal: DCXXXI) egy természetes szám, prímszám.

## A szám a matematikában
A tízes számrendszerbeli 631-es a kettes számrendszerben 1001110111, a nyolcas számrendszerben 1167, a tizenhatos számrendszerben 277 alakban írható fel.
A 631 páratlan szám, prímszám. Normálalakban a 6,31 · 102 szorzattal írható fel.
Pillai-prím.
Első típusú köbös prím.
Középpontos hatszögszám.
A 631 az első szám, ami minden nála kisebb számnál több, 41 különböző szám valódiosztó-összegeként áll elő, ezért erősen érinthető szám. (A238895 sorozat az OEIS-ben)
A 631 négyzete 398 161, köbe 251 239 591, négyzetgyöke 25,11971, köbgyöke 8,57715, reciproka 0,0015848. A 631 egység sugarú kör kerülete 3964,68993 egység, területe 1 250 859,673 területegység; a 631 egység sugarú gömb térfogata 1 052 389 937,8 térfogategység.
A 631 helyen az Euler-függvény helyettesítési értéke 630, a Möbius-függvényé −1.